# Hylaeosaurus armatus
Hylaeosaurus armatus, från grekiskans hylaios som betyder "tillhör skogen" och sauros som betyder "ödla", var en växtätande dinosaurie, tillhörande infraordningen ankylosaurier, som levde under den tidiga kritaperioden för omkring 136 miljoner år sedan. Arten är ensam i släktet Hylaeosaurus.
Hylaeosaurus var en av de första dinosaurierna att upptäckas, vilket skedde 1832 av engelsmannen Gideon Mantell. Endast begränsade lämningar har hittats av Hylaeosaurus och mycket av dess anatomi är okänd. I en studie från 2012 fastslogs att Hylaeosaurus var en basal nodosaurid. Det finns teorier som pekar på att Hylaeosaurus och Polacanthus kan vara samma djur.
Hylaeosaurus var cirka fem meter lång. Det var en bepansrad dinosaurie.
Hylaeosaurus är det mest obskyra av de tre djur som Richard Owen använde för att först definiera den nya djurgruppen dinosaurier. Detta skedde 1842, övriga släkten var  Megalosaurus och Iguanodon.
Hylaeosaurus är en av de dinosaurier som finns med som skulptur i naturlig storlek i den permanenta dinosaurieutställningen i en park i Londonförorten Crystal Palace. Utställningen invigdes 1854 och  var den första i sitt slag. Ännu idag kan utställningen beskådas.